# 馮士標
馮士標（1610年—1655年），字瑞明，號尊尼，山東青州府臨朐縣人，明末清初政治人物。

## 生平
舉人馮子咸孫。崇禎六年（1633年）癸酉科山東鄉試舉人，十三年（1640年）庚辰科進士。清順治初入京謁選，授兵部武選司主事，月餘，升陝西按察司僉事、分巡關內。時地方初定，賀珍等軍自順治二年（1645年）冬圍攻西安城，馮士標環甲登陴，率衆禦之，三年（1646年）正月五日賀珍退兵，城賴以全。商州賊首劉三虎等破城劫掠，陝西總督孟喬芳檄馮士標往救，馮士標披甲臨陣，大敗劉三虎，收復所侵地，賊寇逃遁。四年（1647年）清軍從陝西西下四川，張獻忠軍燒毀棧閣以自守，數百里內道路阻絕。馮士標督率監修，旬月間棧道復通，清軍得以無阻。五年（1648年）擢陝西布政使司右參議、兵備莊浪。土官魯安嫡派不明，自相競長，漢官與之爭禮，嘗為構舋。馮士標拘集官屬，為之明正嫡派，裁定禮節，申請於上，永為定制，而後相安。歷任三載，兵餉以時給發，猝遇變故，多獲戰功。捐俸修築學宮，日與諸生翻經析義，西鄙知有文教，皆其之力也。九年（1652年）升四川按察司副使、兵備建昌，十二年（1655年）改福建按察司副使，卒於道。馮士標為人志行磊落，孝友好施。崇禎十三年（1640年）山東大饑，他出資賑救，全活不下萬餘人。